# Joke van Beusekom

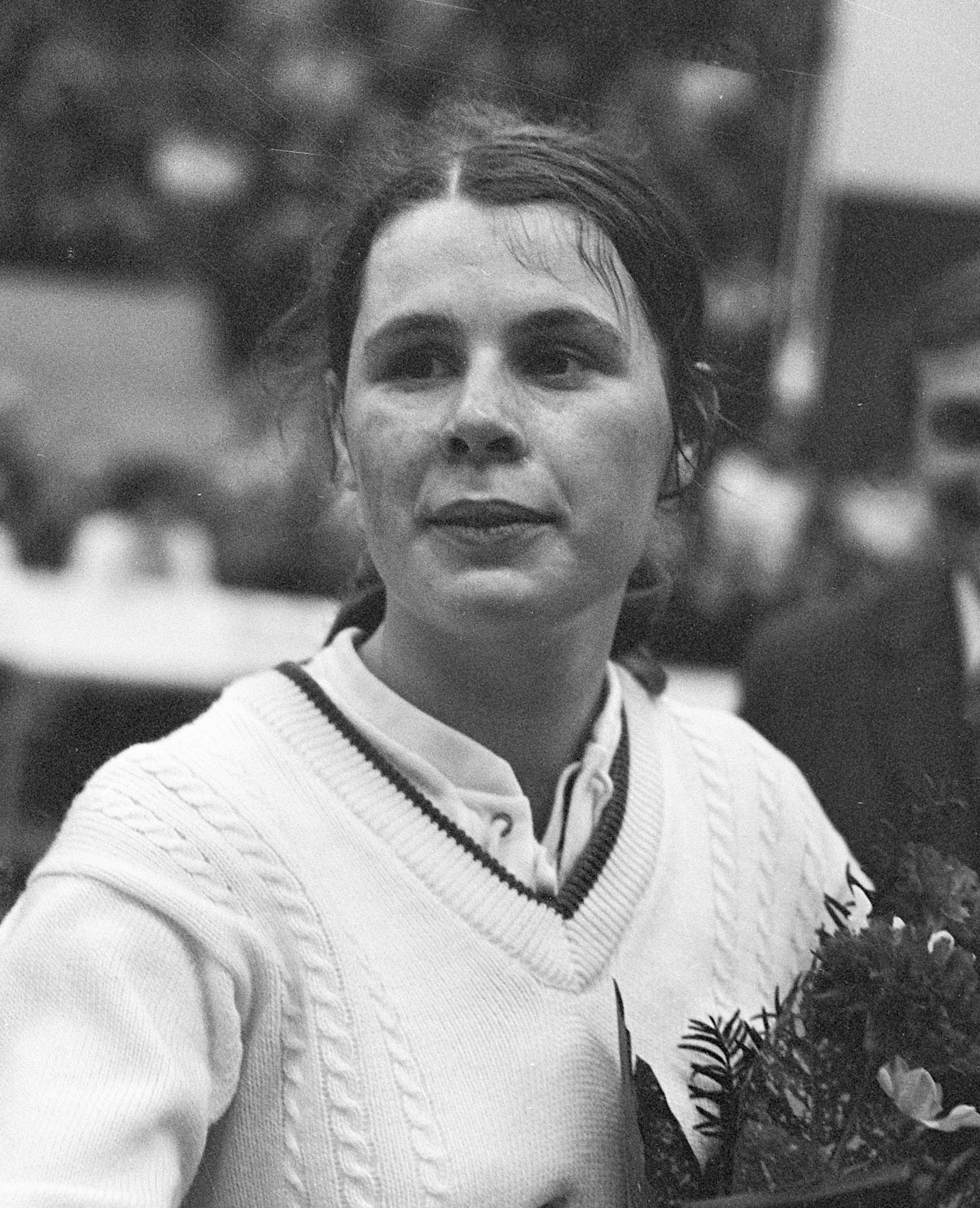
Joke van Beusekom 1973

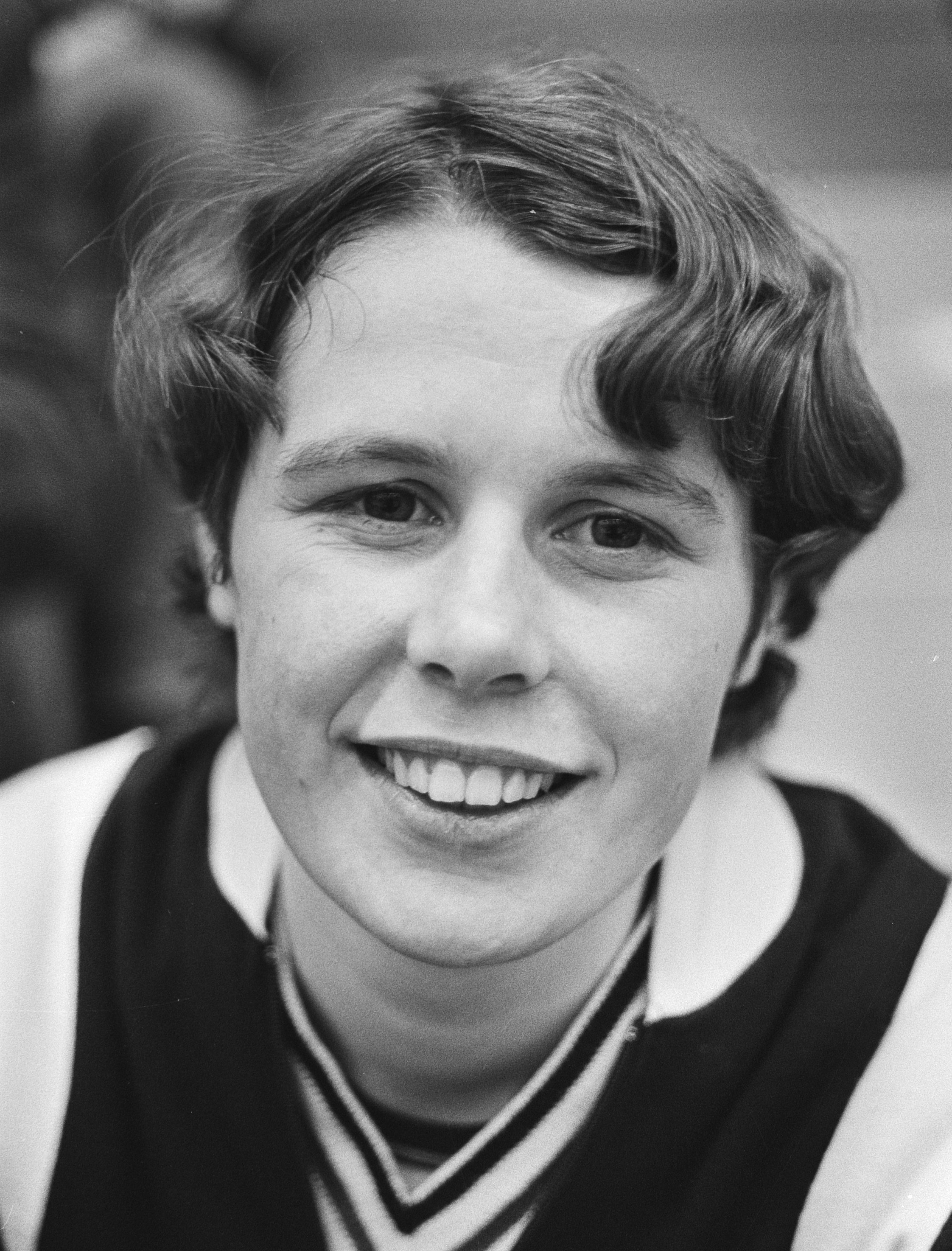
Joke van Beusekom 1976

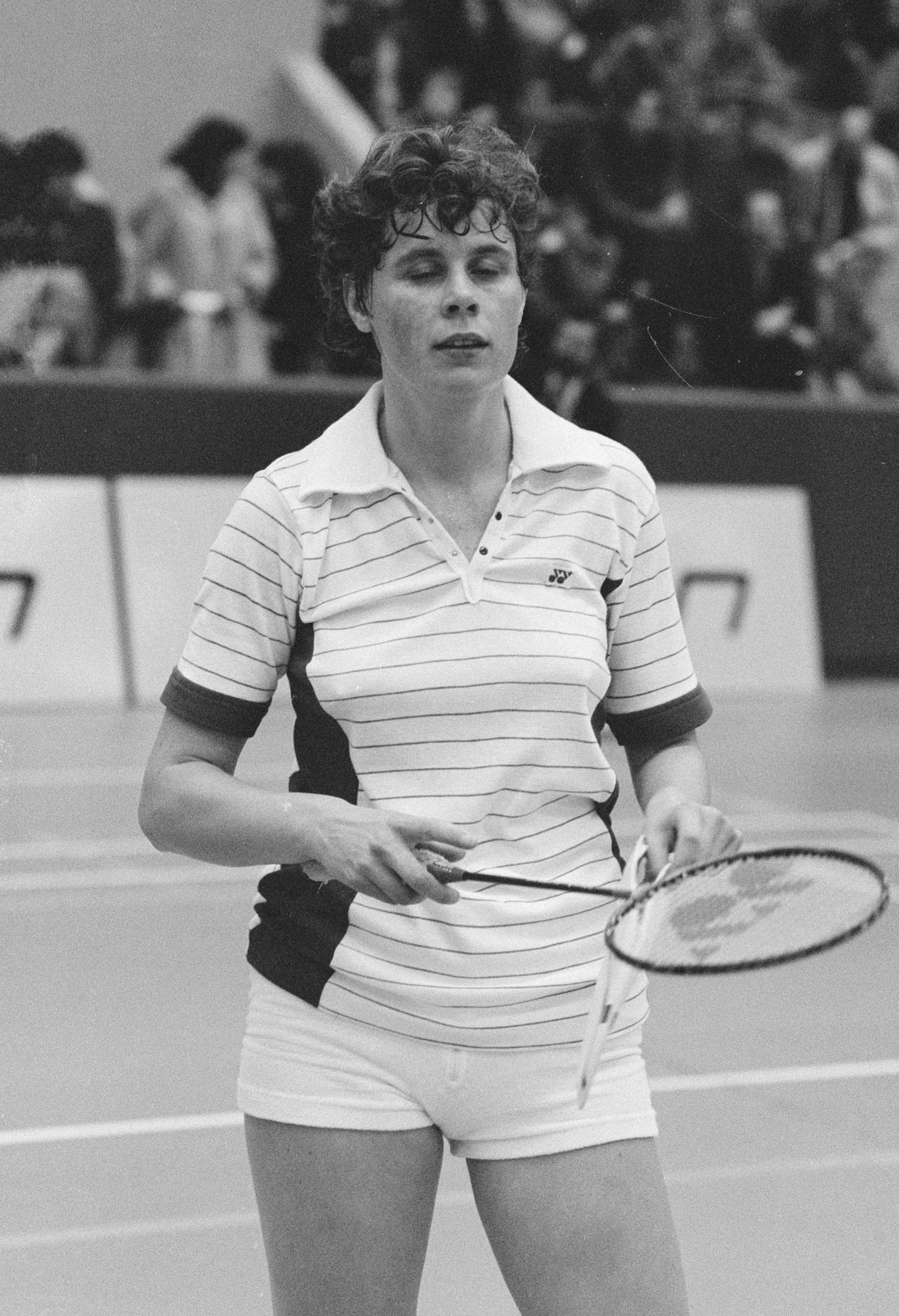
Joke van Beusekom 1979

Joke van Beusekom (*  23. Juni 1952 in Wassenaar) ist eine ehemalige niederländische Badmintonspielerin.

## Karriere
Joke van Beusekom gewann in ihrer Heimat unzählige Meistertitel in den Doppeldisziplinen und im Einzel und ist national die erfolgreichste niederländische Badmintonspielerin überhaupt. Auch international kann sie in der Erfolgsstatistik bisher niemand aus den Niederlanden übertrumpfen. Sie gewann Bronze bei den Europameisterschaften 1968, 1972, 1974 und 1978 und siegte unter anderem bei den Swedish Open, Canada Open, Denmark Open, Irish Open und den Belgium Open. Als größten Erfolg ihrer Karriere verbleibt jedoch der Gewinn der Silbermedaille im Damendoppel mit Marjan Ridder bei der Weltmeisterschaft 1977. Bei den Olympischen Sommerspielen 1972, wo Badminton als Demonstrationssportart ausgetragen wurde, schied sie im Mixed und im Einzel in der ersten Runde aus.
Van Beusekom spielte für die Vereine BC Duinwijck un BC Drop Shot.

## Sportliche Erfolge
| Saison    | Veranstaltung                                   | Disziplin   | Platz | Name                                    |
| --------- | ----------------------------------------------- | ----------- | ----- | --------------------------------------- |
| 1968      | Niederlande: Einzelmeisterschaften der Junioren | Dameneinzel | 1     | Joke van Beusekom                       |
| 1968      | Europameisterschaft                             | Damendoppel | 3     | Agnes Geene / Joke van Beusekom         |
| 1969      | Niederlande: Einzelmeisterschaften              | Damendoppel | 1     | Joke van Beusekom / Felice de Nooyer    |
| 1969      | Europameisterschaft der Junioren                | Dameneinzel | 3     | Joke van Beusekom                       |
| 1969      | Europameisterschaft der Junioren                | Damendoppel | 1     | Joke van Beusekom / Marjan Luesken      |
| 1969      | Niederlande: Einzelmeisterschaften              | Dameneinzel | 1     | Joke van Beusekom                       |
| 1969      | Niederlande: Einzelmeisterschaften der Junioren | Dameneinzel | 1     | Joke van Beusekom                       |
| 1970      | Niederlande: Einzelmeisterschaften              | Dameneinzel | 1     | Joke van Beusekom                       |
| 1970      | Niederlande: Einzelmeisterschaften der Junioren | Dameneinzel | 1     | Joke van Beusekom                       |
| 1970/1971 | Belgien: Internationale Meisterschaften         | Damendoppel | 1     | Joke van Beusekom / Felice de Nooyer    |
| 1970/1971 | Belgien: Internationale Meisterschaften         | Dameneinzel | 1     | Joke van Beusekom                       |
| 1971      | Niederlande: Einzelmeisterschaften              | Dameneinzel | 1     | Joke van Beusekom                       |
| 1971      | Niederlande: Einzelmeisterschaften              | Damendoppel | 1     | Joke van Beusekom / Felice de Nooyer    |
| 1972      | Europameisterschaft                             | Dameneinzel | 3     | Joke van Beusekom                       |
| 1972      | Niederlande: Einzelmeisterschaften              | Dameneinzel | 1     | Joke van Beusekom                       |
| 1972/1973 | Belgien: Internationale Meisterschaften         | Dameneinzel | 1     | Joke van Beusekom                       |
| 1972/1973 | Dänemark: Internationale Meisterschaften        | Damendoppel | 1     | Joke van Beusekom / Marjan Luesken      |
| 1973      | Niederlande: Einzelmeisterschaften              | Mixed       | 1     | Huub van Ginneken / Joke van Beusekom   |
| 1973      | Kanada: Internationale Meisterschaften          | Damendoppel | 1     | Margaret Beck / Joke van Beusekom       |
| 1973      | Norwegen: Internationale Meisterschaften        | Dameneinzel | 1     | Joke van Beusekom                       |
| 1973      | India Open                                      | Damendoppel | 1     | Joke van Beusekom / Eva Twedberg        |
| 1974      | Europameisterschaft                             | Damendoppel | 3     | Joke van Beusekom / Marjan Luesken      |
| 1974      | Niederlande: Einzelmeisterschaften              | Mixed       | 1     | Huub van Ginneken / Joke van Beusekom   |
| 1974      | All England                                     | Dameneinzel | 3     | Joke van Beusekom                       |
| 1974      | Niederlande: Einzelmeisterschaften              | Dameneinzel | 1     | Joke van Beusekom                       |
| 1974      | Europameisterschaft                             | Dameneinzel | 3     | Joke van Beusekom                       |
| 1974      | Südafrikanische Meisterschaft                   | Damendoppel | 1     | Joke van Beusekom / Marjan Luesken      |
| 1974/1975 | Deutschland: Internationale Meisterschaften     | Dameneinzel | 1     | Joke van Beusekom                       |
| 1974/1975 | Deutschland: Internationale Meisterschaften     | Damendoppel | 2     | Joke van Beusekom / Marjan Luesken      |
| 1975      | Schweden: Internationale Meisterschaften        | Dameneinzel | 2     | Joke van Beusekom                       |
| 1975      | Irland: Internationale Meisterschaften          | Damendoppel | 1     | Marjan Luesken / Joke van Beusekom      |
| 1975      | Irland: Internationale Meisterschaften          | Dameneinzel | 1     | Joke Van Beusekon                       |
| 1975      | Niederlande: Einzelmeisterschaften              | Damendoppel | 1     | Joke van Beusekom / Marjan Luesken      |
| 1975      | Niederlande: Einzelmeisterschaften              | Dameneinzel | 1     | Joke van Beusekom                       |
| 1975      | Kanada: Internationale Meisterschaften          | Damendoppel | 1     | Margaret Beck (ENG) / Joke van Beusekom |
| 1975/1976 | Dänemark: Internationale Meisterschaften        | Damendoppel | 1     | Joke van Beusekom / Marjan Luesken      |
| 1976      | All England                                     | Damendoppel | 3     | Joke van Beusekom / Marjan Luesken      |
| 1976      | Niederlande: Einzelmeisterschaften              | Damendoppel | 1     | Joke van Beusekom / Marjan Luesken      |
| 1976      | Niederlande: Einzelmeisterschaften              | Dameneinzel | 1     | Joke van Beusekom                       |
| 1977      | Auckland International                          | Dameneinzel | 1     | Joke van Beusekom                       |
| 1977      | Auckland International                          | Damendoppel | 1     | Joke van Beusekom / Lene Køppen         |
| 1977      | Niederlande: Internationale Meisterschaften     | Damendoppel | 1     | Joke van Beusekom / Marjan Ridder       |
| 1977      | Weltmeisterschaft                               | Damendoppel | 2     | Joke van Beusekom / Marja Ridder        |
| 1977      | Niederlande: Einzelmeisterschaften              | Dameneinzel | 1     | Joke van Beusekom                       |
| 1977      | Niederlande: Einzelmeisterschaften              | Damendoppel | 1     | Joke van Beusekom / Marjan Ridder       |
| 1978      | Europameisterschaft                             | Dameneinzel | 3     | Joke van Beusekom                       |
| 1978      | Europameisterschaft                             | Damendoppel | 3     | Joke van Beusekom / Marja Ridder        |
| 1978      | Niederlande: Einzelmeisterschaften              | Dameneinzel | 1     | Joke van Beusekom                       |
| 1979      | Schweden: Internationale Meisterschaften        | Damendoppel | 1     | Joke van Beusekom / Lene Køppen         |
| 1979      | Niederlande: Einzelmeisterschaften              | Mixed       | 1     | Rob Ridder / Joke van Beusekom          |
| 1979      | Niederlande: Einzelmeisterschaften              | Dameneinzel | 1     | Joke van Beusekom                       |
| 1980      | Niederlande: Einzelmeisterschaften              | Damendoppel | 1     | Joke van Beusekom / Marja Ridder        |
| 1980      | Duinwijk International                          | Dameneinzel | 1     | Joke van Beusekom                       |
| 1980      | Duinwijk International                          | Damendoppel | 1     | Joke van Beusekom / Marja Ridder        |
| 1981      | Niederlande: Einzelmeisterschaften              | Dameneinzel | 1     | Joke van Beusekom                       |
| 1981      | Niederlande: Einzelmeisterschaften              | Damendoppel | 1     | Joke van Beusekom / Marja Ridder        |
| 1982      | Niederlande: Einzelmeisterschaften              | Damendoppel | 1     | Joke van Beusekom / Karin van der Valk  |